# Grallaria quitensis
Grallaria quitensis là một loài chim trong họ Grallariidae.